# روابط اسرائیل و بلاروس
بلاروس و اسرائیل در سال ۱۹۹۲ روابط دیپلماتیک برقرار کردند. در سال ۱۹۴۷، بلاروس (که آن زمان به عنوان جمهوری شوروی سوسیالیستی بلاروس شناخته می‌شد) به طرح سازمان ملل برای تقسیم فلسطین رای مثبت داد. بلاروس در تل آویو سفارت دارد و اسرائیل در مینسک نیز سفارت دارد. طبق قانون بازگشت حدود ۱۳۰٬۰۰۰ شهروند بلاروسی در طول دهه ۱۹۹۰ به اسرائیل مهاجرت کردند.
در ۱۹ سپتامبر ۲۰۱۴، توافق‌نامه ای برای ورود بدون روادید امضا شد.

## تاریخچه

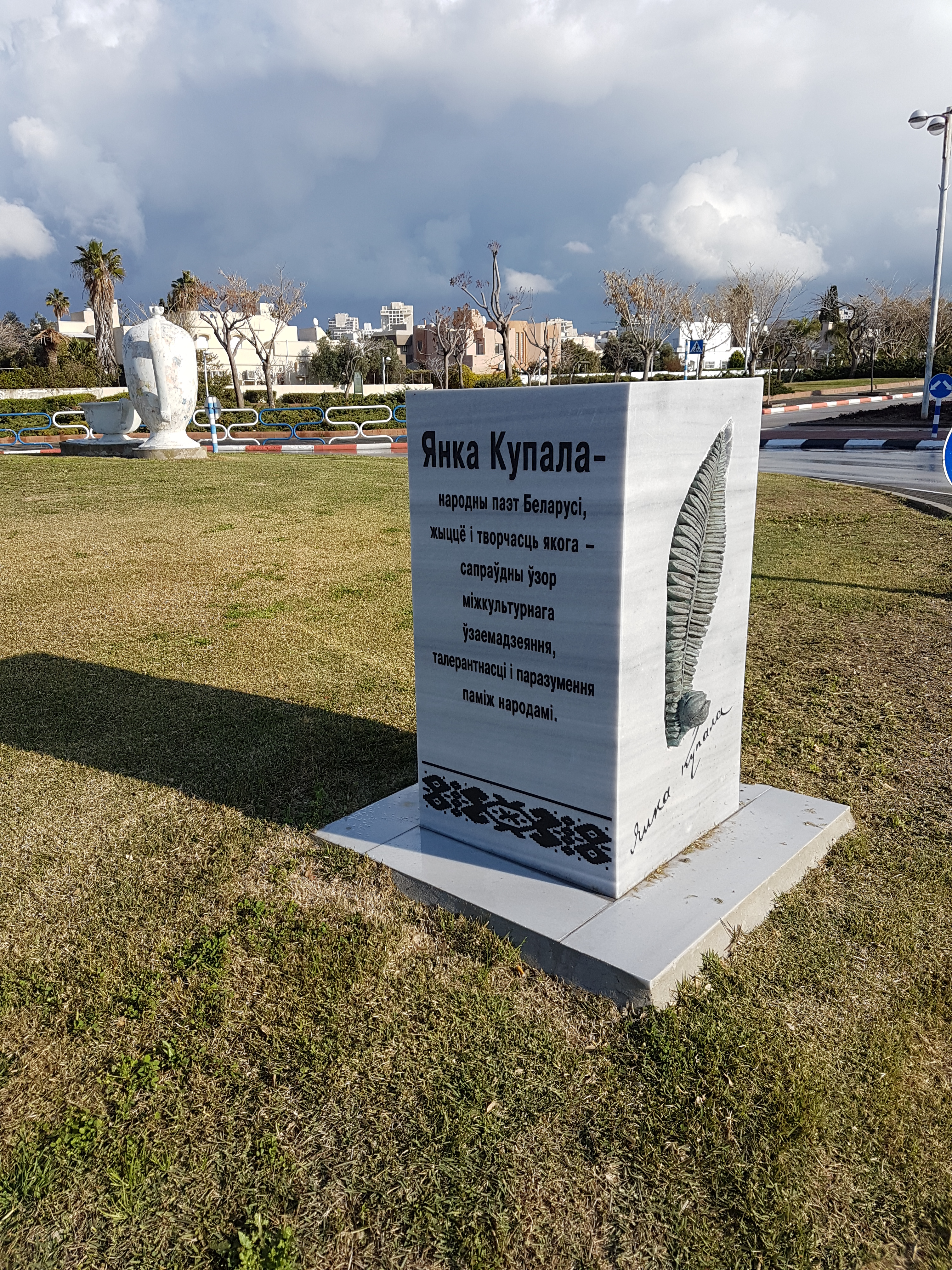
تابلوی یادبود یانکا کوپالا در شهر اشدود در اسرائیل

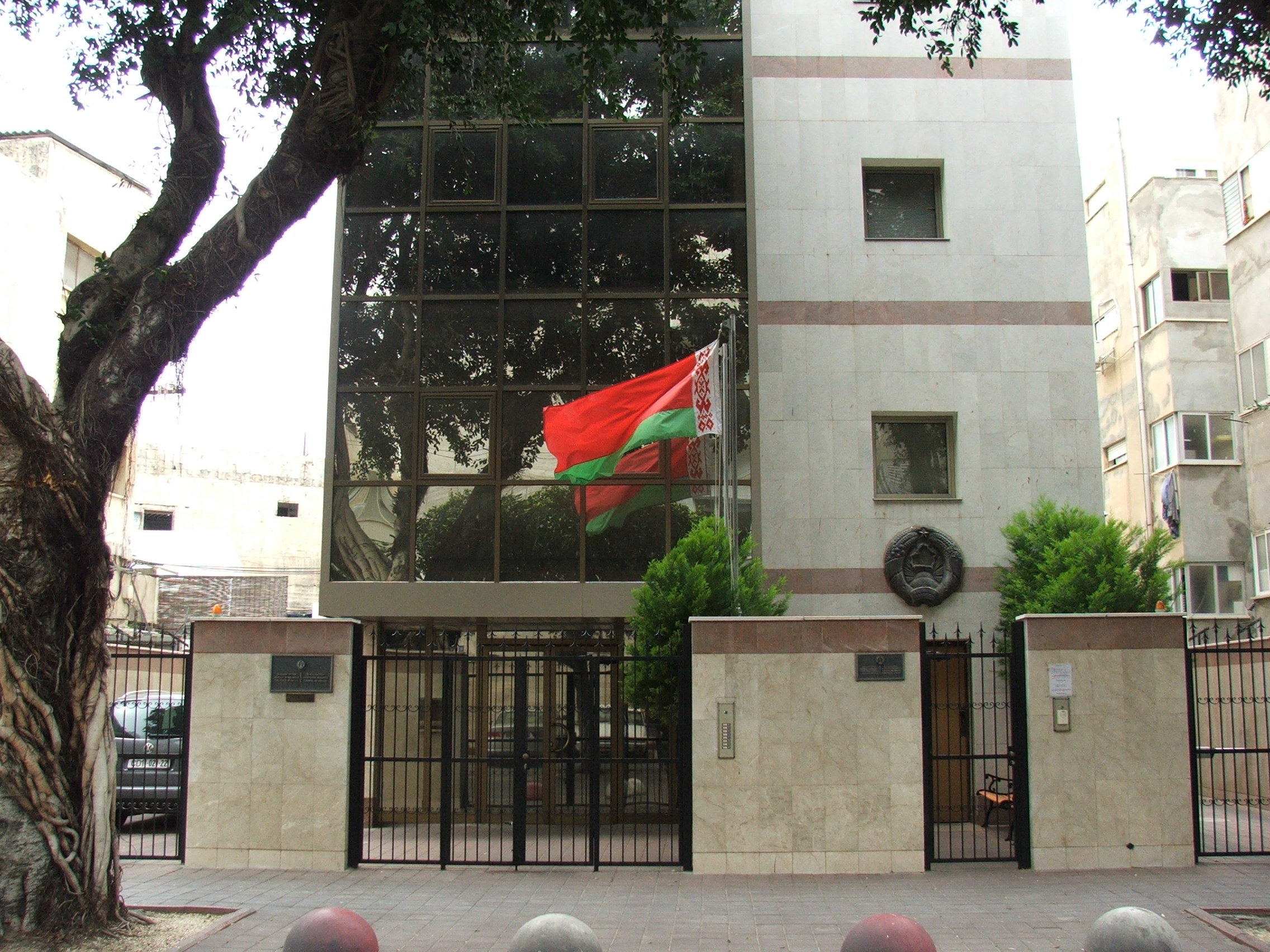
سفارت بلاروس در اسرائیل

### جوامع یهودی
یهودیان بیش از شش قرن در بلاروس زندگی می‌کردند و بخشی جدایی ناپذیر از ساختار قومی جامعه بلاروس هستند. اولین و سومین رئیس‌جمهور کشور اسرائیل، حییم وایزمن و زالمان شائزیر، نخست وزیران مناخم بگین، ییتزاک شامیر، شیمون پرز، که به عنوان نخست‌وزیر و رئیس‌جمهور خدمت می‌کرد، یکی از پیشگامان احیای زبان عبری الیازر بن -یهودا، مارک شاگال، هنرمند و بسیاری دیگر از چهره‌های مشهور یهودی، در بلاروس امروزی متولد شدند. در سرزمین جمهوری شوروی سوسیالیستی بلاروس، در طول جنگ جهانی دوم، حدود ۸۵۰٬۰۰۰ یهودی کشته شدند. در حال حاضر، بیش از ۶۸۰ بلاروسی به عنوان درستکار در میان ملل، که یهودیان را در طول جنگ پنهان کرده‌اند - شناخته شده‌است.
امروزه حدود ۱۳۰٬۰۰۰ مهاجر از بلاروس در اسرائیل زندگی می‌کنند. تعداد یهودیانی که در بلاروس زندگی می‌کنند حدود ۳۰ تا ۵۰ هزار نفر در نظر گرفته می‌شود. با این حال فرض بر این است که تعداد بلاروسی‌ها با نژاد یهودی بیشتر باشد.

### علیا
طی دهه ۱۹۹۰، حدود ۱۳۰٬۰۰۰ شهروند بلاروسی به اسرائیل علیا کردند.

## سفر بدون نیاز به روادید
در سپتامبر ۲۰۱۴، توافق‌نامه ای برای ورود بدون روادید امضا شد. این توافقنامه اسرائیلی‌های گردشگر را که می‌خواهند با اقوام و دوستان خود در بلاروس دیدار کنند و همچنین گردشگری بین کشورها را تسهیل می‌کند.

## شرکت‌های نوپا
تعدادی از شرکتهای نوپای اسرائیلی در بلاروس فعالیت خود را آغاز کرده‌اند. به عنوان مثال راه اندازی وایبر بود که پیش از فروش ۹۰۰ میلیون دلاری آن به راکوتن در ژاپن، بیشتر به بلاروس واگذار شد.

## تبادل فرهنگی
اسرائیل یک مرکز فرهنگی اسرائیلی را در مینسک اداره می‌کند. برنامه‌های تبادل دبیرستان میان اسرائیل و بلاروس برقرار شده‌است.
جشنواره روزهای فرهنگ اسرائیل در بلاروس و روزهای فرهنگ بلاروس در اسرائیل برگزار شده‌است. به مناسبت بیست و پنجمین سالگرد روابط، نمایشگاه عکس در تل آویو با عنوان «بلاروس و اسرائیل: ۲۵ سال دوستی و مشارکت» برگزار شد.

## جهانگردی
گردشگران اسرائیلی هشتمین ملیت جهانگرد از بلاروس هستند. شهروندان اسرائیلی به جاذبه‌های گردشگری بلاروس، امکانات تفریحی، عبادتگاه‌ها، بناهای تاریخی مربوط به جنگ جهانی دوم و همچنین مکان‌های مربوط به بیش از شش قرن زندگی کردن بلاروسی‌ها و یهودی‌ها با هم علاقه‌مند هستند.

## پروژه‌های صنعتی و موافقت نامه‌های علمی
پروژه‌های مشترک صنعتی شامل ایجاد پارک کشت و صنعت بلاروس و اسرائیل است که تا سال ۲۰۲۰ تکمیل می‌شود. تعدادی از پروژه‌های مشترک در زمینه کشاورزی با مشارکت سرمایه و فناوری اسرائیل در بلاروس طی سالهای اخیر با موفقیت اجرا شده‌است.
مسئولیت ریاست کمیته مشترک تجاری و اقتصادی بلاروس و اسرائیل توسط الکساندر پوپکوف و سوفا لاوندر است.
در ماه مه ۲۰۱۸، کمیته علمی و فناوری دولتی بلاروس و وزارت علوم فناوری و فضای اسرائیل توافق‌نامه همکاری در زمینه علوم و فناوری را منعقد کردند. طرفین کارگروه مشترکی در زمینه همکاری در زمینه علوم و فناوری ایجاد خواهند کرد.

## مشارکت‌های منطقه‌ای
موافقتنامه همکاری میان شهرستانهایی از جمله ویتبسک و ریشون لتسیون (مارس ۲۰۰۸)، و همچنین بین شهرستانهایی مانند هلیبوکایکه و کریات بیالیک (مه ۲۰۱۱) امضا شده‌است.
در ۲۱ فوریه ۲۰۱۱ در اسرائیل، شهردار گرودنو، بوریس کوزلکف و شهردار اشکلون، بنی واکنین، توافق‌نامه ای را در مورد ایجاد روابط خواهر و برادر میان شهرهای گرودنو و اشکلون امضا کردند.